# Stud
Stud je obrana vlastní intimity, varování před tím, co by ji mohlo narušit (ostych), anebo aktuální pocit zahanbení před sebou samým, nad vlastní nedostatečností (hanba). Stud je psychofyzický a často mimovolný jev, který se může projevit zrudnutím ve tváři, kdežto české „stud“ naopak naznačuje souvislost s pocitem chladu a zimy. Fyziologické souvislosti studu nejsou zatím prozkoumány. Jako takový není stud důsledkem mravní výchovy, nýbrž spíše předpokladem skutečné mravnosti.[zdroj?] Výchova může ovlivnit rozsah a způsoby projevování studu, může je usměrňovat, podporovat nebo potlačovat, stud sám však není produktem výchovy.

## Vymezení
Stud je velmi složitý jev, který se zatím nepodařilo definovat. Preventivní, varující „stud před něčím“ je ostych, následný „stud za něco“ je hanba. V něčem se stud podobá (subjektivní) vině, ostudě, trapnosti a trémě, s nimiž se někdy v běžné řeči zaměňuje. Bližší rozbor však ukáže, že se od nich také významně liší.
Zatímco vina je lítost a přijetí odpovědnosti za nějaké jednání (nebo nečinnost), předmětem studu je vlastní osoba sama. Člověk cítí vinu za něco, co udělal, ale stydí se za to, jaký je. Zatímco míra viny se měří velikostí poškození druhých, stud indikuje míru „poškození“ sebe sama. Na rozdíl od viny a hanby, které se vztahují k minulému jednání, stud je také preventivní: člověk se stydí něco udělat, a tudíž to neudělá („to bych se musel stydět“). Na rozdíl od ostudy, trapnosti a ztrapnění, jež předpokládá svědky a společnost, stydět se člověk může i za věci, které nikdo neviděl a o nichž nikdo neví. Může se stydět dávat najevo své dobré stránky, může se stydět veřejně vystupovat (tréma) nebo příliš vynikat (například ve škole). Proto se stud někdy omezuje („nestyď se!“), jindy naopak povzbuzuje nebo probouzí („styďte se!“).
Takřka všechen stud je produktem vnějšího utváření jedince. Jediný skutečně přirozený stud je napříč kulturami sledovaný stud těhotných žen (zahalování těla, přirozený „ústup z popředí“, kladení zvláště vysokého důrazu na intimitu).[zdroj?]

## Oblasti studu
Člověk se typicky stydí například:
- Jako malé dítě před cizími lidmi. Dítě v určitém věku „se stydí“, když navázalo oční kontakt s cizím dospělým člověkem, zarazí se a schovává za maminku. Ne proto, že by udělalo něco špatného, ale protože se obává narušení své intimity.
- Jako dospělý za nechtěné odhalení své nahoty, případně když se odhalí něco, co si chtěl uchovat sám pro sebe. Ne proto, že by to bylo nečestné, ale protože to nechce vystavit např. posměchu a pohrdání.[2]
- Člověk se stydí nebo hanbí za zbabělost, podlost, nízkost v jednání nebo i v myšlení.
- Může se však stydět i za veřejnou chválu, poctu nebo úspěch, který si nezaslouží.
- Může se stydět za hanebné jednání někoho blízkého, na němž mu záleží („stydím se za tebe“). Psychologové hovoří o „zástupném studu“.

## Pohlavní stud
Filosof Arthur Schopenhauer si všiml, že zatímco rozmnožovací orgány (květy) rostlin jsou ozdobné, nápadné a vystavené na odiv, tělesné uspořádání živočichů je spíše skrývá. Člověk je kromě toho zakrývá i kulturně: „oděv“ některých domorodců v tropech tvoří jen pouzdro na penis. Není to proto, že by své genitálie pokládal za něco špatného, ale protože je cítí jako intimní a nechce je vystavovat pohledům každého. Člověk se tak brání zvěcnění své sexuality, která je rezervována pro soukromí a důvěrnost „ve dvou“.
Z nepochopení této skutečnosti vzniká prudérie, mylný dojem, jako kdyby sexualita sama o sobě byla něco nečistého. Prudérní kultura pak vede k potlačování a vytěsnění sexuality, z nichž vznikají neurózy. Jinou reakcí na prudérii je například obscénní jednání, které stud uráží, ale nepopírá: kdyby se lidé nestyděli, ztratila by obscenita smysl. Stud ovšem ruší a popírá komercializace sexu, kterou často i prostitutky cítí jako nepatřičnou a snaží se vyhradit si oblast, kam zákazníky nepustí, například polibek.

## Hodnocení a význam
Studem člověk projevuje:
- schopnost odstupu vůči sobě samému,
- skutečnost, že mu na něm samém záleží,
- skutečnost, že na sebe klade měřítka, jimž nemusí dostát.

Projevuje se tedy jako člověk, který je schopen posoudit sám sebe a může tedy být svobodný, aniž by tím ohrožoval ostatní. Naopak člověk, jemuž tyto rysy chybí, je nestoudný či nestydatý. Podle Platóna je schopnost studu a spravedlnosti nezbytnou podmínkou pro život v obci a sám Zeus dal lidem zákon, že
| „                         | Kdo není schopen mít podíl studu a spravedlnosti, má být usmrcen jako nákaza obce. | “ |
| — Platón, Prótagoras 322d |                                                                                    |   |

Filosof Václav Bělohradský mluví o „skrupulích“. Také schopnost se stydět může být ovšem zneužita, pokud se lidé trestají veřejným zneuctěním, posměchem a ponížením. Zejména u dětí může posměch přivodit vážné poruchy osobnosti a charakteru.